# 鳥取連隊区
鳥取連隊区（とっとりれんたいく）は、大日本帝国陸軍の連隊区の一つ。鳥取県の全域または一部の徴兵・召集等兵事事務を取り扱った。岡山県・兵庫県の一部を管轄した時期もあった。実務は鳥取連隊区司令部が執行した。1945年（昭和20年）、同域に鳥取地区司令部が設けられ、地域防衛体制を担任した。

## 沿革
1898年（明治31年）4月1日、岡山連隊区が廃止され、新たに鳥取連隊区が設置された。鳥取県全域と岡山県・兵庫県の一部が管轄区域に定められ、第10師管に属した。1899年11月5日、司令部が鳥取市東町の新築庁舎に移転した。
1903年（明治36年）2月14日、陸軍管区表が改正され、再び旅管が採用され連隊区は第10師管第8旅管に属した。
日本陸軍の内地19個師団体制に対応するため陸軍管区表が改正（明治40年9月17日軍令陸第3号）となり、1907年（明治40年）10月1日、松江連隊区の設置などにより、管轄区域の変更が行われた。
1925年（大正14年）4月6日、日本陸軍の第三次軍備整理に伴い陸軍管区表が改正（大正14年軍令陸第2号）され、同年5月1日、旅管は廃され第10師管の所属となり、管轄区域が変更された。
1940年（昭和15年）8月1日、鳥取連隊区は中部軍管区姫路師管に属することとなった。1941年（昭和16年）4月1日、管轄区域が鳥取県全域となった。
1945年2月11日、姫路師管が廃止され、鳥取連隊区は中部軍管区広島師管に編入された。同年には作戦と軍政の分離が進められ、軍管区・師管区に司令部が設けられたのに伴い、同年3月24日、連隊区の同域に地区司令部が設けられた。地区司令部の司令官以下要員は連隊区司令部人員の兼任である。同年4月1日、広島師管は広島師管区と改称された。同年6月12日、広島師管区は中国軍管区に改組された。

## 管轄区域の変遷
1898年4月1日、岡山連隊区を廃止して、鳥取連隊区を新設し、管轄区域は次のとおり定められた。鳥取県区域は、旧岡山連隊区から東伯郡・西伯郡・日野郡を、姫路連隊区から鳥取市・岩美郡・八頭郡・気高郡を編入して鳥取県全域の管轄となった。岡山県区域は、旧岡山連隊区から真島郡・勝南郡・勝北郡・東北条郡・東南条郡・西北条郡・西西条郡・大庭郡・久米北条郡・久米南条郡を、姫路連隊区から吉野郡・英田郡を編入した。また、兵庫県区域は福知山連隊区から編入した。
- 鳥取県

全県
- 岡山県

真島郡・勝南郡・勝北郡・東北条郡・東南条郡・西北条郡・西西条郡・大庭郡・久米北条郡・久米南条郡・吉野郡・英田郡
- 兵庫県

城崎郡・美方郡
1903年2月14日、郡の統廃合のため、岡山県区域の真島郡・大庭郡を真庭郡に、勝南郡・勝北郡を勝田郡に、東北条郡・東南条郡・西北条郡・西西条郡を苫田郡に、久米北条郡・久米南条郡を久米郡に、吉野郡・英田郡を英田郡に変更した。変更後の管轄区域は次のとおり。
- 鳥取県

全県
- 岡山県

真庭郡・勝田郡・苫田郡・久米郡・英田郡
- 兵庫県

城崎郡・美方郡
1907年10月1日、松江連隊区が新設され、管轄区域が陸軍管区表（明治40年9月17日軍令陸第3号）により次のとおり変更された。鳥取県西伯郡・日野郡を松江連隊区へ、兵庫県区域を福知山連隊区へ移管した。
- 鳥取県

鳥取市・岩美郡・八頭郡・気高郡・東伯郡
- 岡山県

英田郡・苫田郡・久米郡・勝田郡・真庭郡
1915年（大正4年）9月13日、福知山連隊区から兵庫県美方郡・城崎郡を編入し、岡山連隊区へ岡山県久米郡を移管した。
1920年（大正9年）8月10日、管轄区域が変更され、福知山連隊区から兵庫県養父郡・出石郡・朝来郡を編入した。また、兵庫県区域は英田郡を姫路連隊区へ、苫田郡・勝田郡・真庭郡を岡山連隊区へ移管した。変更後の管轄区域は次のとおり。
- 鳥取県

鳥取市・岩美郡・八頭郡・気高郡・東伯郡
- 兵庫県

美方郡・城崎郡・養父郡・出石郡・朝来郡
1925年5月1日、管轄区域が次のとおり変更された。松江連隊区へ鳥取県気高郡・東伯郡を移管し、姫路連隊区から宍粟郡・神崎郡を編入した。
- 鳥取県

鳥取市・岩美郡・八頭郡
- 兵庫県

美方郡・城崎郡・養父郡・出石郡・朝来郡・宍粟郡・神崎郡
1941年4月1日、兵庫県区域を姫路連隊区へ移管し、松江連隊区から鳥取県米子市・気高郡・東伯郡・西伯郡・日野郡を編入した。管轄区域は鳥取県全域となった。

## 司令官
- 岡島均 歩兵少佐：1902年1月1日 - 1903年3月18日
- 中村好照 歩兵少佐：1903年3月18日 -
- 土肥原良永 歩兵中佐：不詳 - 1905年10月9日
- 飯倉好察 歩兵少佐：1905年10月9日 -
- 茂木儁八郎 歩兵少佐：1907年3月19日 - 1908年8月4日
- 植松義太郎 歩兵少佐：1908年8月4日 - 1912年3月8日
- 小田切政純 歩兵中佐：1912年3月8日 - 1912年9月28日
- 国弘栄一 歩兵中佐：1912年9月28日 - 1914年1月14日
- 北川為吉 歩兵中佐：1914年1月14日 - 1915年8月10日
- 赤柴幾太郎 歩兵中佐：1915年8月10日 - 1917年8月6日
- 尾田源太郎 歩兵中佐：1917年8月6日 - 1919年7月25日
- 鳥居佐太郎 歩兵中佐：1919年7月25日 - 1922年8月15日[15]
- 大島正次郎 歩兵大佐：1922年8月15日[15] - 1923年8月6日[16]
- 中村照治 歩兵大佐：1923年8月6日[16] - 1924年12月15日[17]
- 菅琢造 歩兵大佐：1924年12月15日[17] -
- 蔵田正雄 歩兵大佐：不詳 - 1928年8月10日[18]
- 岡村元 歩兵大佐：1928年8月10日[18] -
- 坂井豊 歩兵大佐：不詳 - 1932年8月8日[19]
- 熊谷敬一 歩兵大佐：1932年8月8日 - 1933年8月1日[20]
- 三浦嘉門 歩兵大佐：1933年8月1日[20] -
- 大井川八郎 大佐：1940年12月2日 - 1943年8月2日[21]
- 原田憲義 大佐：1943年8月2日 - 1945年3月31日[22]
- 石井信 少将：1945年10月18日[23] -